# Marziani (singolo)
Marziani è un singolo del gruppo musicale italiano Negramaro, pubblicato l'8 novembre 2024 come quinto estratto dal nono album in studio Free Love.

## Descrizione
Il brano è stato scritto e prodotto dal frontman della band Giuliano Sangiorgi con Davide Simonetta. Il frontman ha spiegato il significato della canzone:

## Promozione
Il gruppo ha eseguito il brano dal vivo nel corso della diciottesima edizione di X Factor, in un medley con i brani La prima volta e Nuvole e lenzuola.

## Video musicale
Il video, diretto da Giuliano Sangiorgi e Daniele Tofani e girato presso il villaggio western "MEATFIELD Town" di Tiziano Carnevale a Campo di Carne Aprilia, è stato pubblicato in concomitanza dell'uscita del singolo attraverso attraverso il canale YouTube del gruppo.

## Tracce
Testi e musiche di Giuliano Sangiorgi.
1. Marziani – 3:11